# Оата, Норбер
Норбер Оата (фр. Norbert Hauata, род. 8 июня 1979) — футбольный арбитр из Французской Полинезии.

## Карьера
Судья международной категории с 1 января 2008 года. В сентябре того же года дебютировал в высшем дивизионе страны.
Впоследствии он три раза подряд обслуживал финалы Лиги чемпионов ОФК (2009, 2010 и 2011). В 2011 году включен ФИФА в список арбитров на юношеский чемпионат мира в Мексике, где отсудил два матча группового этапа.
В апреле 2012 был включен ФИФА в список из 52 судей для ЧМ-2014.
В июне 2012 года был главным арбитром на Кубке наций ОФК 2012, который проходил на Соломоновых Островах. В этом турнире он судил два матча группового этапа и один полуфинал.
В октябре 2013 года уехал на второй подряд для себя юношеский чемпионат мира, но и в этот раз судил только игру группового этапа.
15 января 2014 года был избран в список арбитров на Чемпионат мира 2014 года в Бразилии, но только как резервный
В 2016 году был главным арбитром на Кубке наций ОФК, где отсудил три встречи, включая финал между Папуа-Новой Гвинеей и Новой Зеландией.
В апреле 2017 был включен ФИФА в список арбитров на молодежном чемпионате мира до 20 лет в Южной Корее, где обслужил один матч в группе.
29 марта 2018 года решением ФИФА избран главным арбитром для обслуживания матчей чемпионата мира в России.